# The Fall: Last Days of Gaia
The Fall: Last Days of Gaia è un videogioco di ruolo sviluppato da Silver Style Entertainment e pubblicato nel 2004 da Deep Silver per Microsoft Windows.

## Sviluppo
The Fall è realizzato da alcuni ex sviluppatori di Black Isle Studios. Il lead designer Carsten Strehse ha pubblicato su IGN un diario durante lo sviluppo del gioco.